# Aymeric Patricot
Pour les articles homonymes, voir Patricot.
Aymeric Patricot, né le 11 février 1975 au Havre, est un écrivain et enseignant français.

## Biographie
Aymeric Patricot est diplômé d’HEC et de l’EHESS,. Il est attaché culturel de l'ambassade de France au Japon, avant de passer l'agrégation de lettres modernes. Il enseigne la littérature dans des collèges et lycées de la région parisienne, puis en classe préparatoire,.
Il publie des romans, dont les thèmes sont souvent noirs – viol, suicide, désespérance sociale. 
Dans son essai Autoportrait du professeur en territoire difficile (Gallimard, 2010), il fait un bilan provisoire de son expérience de professeur en banlieue parisienne,,. Les Petits Blancs (Éditions Plein Jour, 2013) mêle témoignages et essai pour brosser le portrait du « petit Blanc », qu’il définit comme un Blanc pauvre, prenant conscience de sa couleur de peau dans un contexte de métissage. Aymeric Patricot cherche notamment à savoir s’il est possible d’identifier sur le territoire français un équivalent à ce que les Américains nomment le white trash,.
Avec son essai Les vies enchantées, enquête sur le bonheur (Plein Jour, 2016),, l'auteur propose une vision du bonheur, évoquant l'idée que le bonheur est avant tout question de folie douce et d'autopersuasion.

## Publications

### Romans
- Azima la rouge, Flammarion, 2006
- Suicide Girls, Éditions Léo Scheer, 2010
- L'Homme qui frappait les femmes, Éditions Léo Scheer, 2013
- J’ai entraîné mon peuple dans cette aventure, Éditions Anne Carrière, 2015
- La Viveuse, Éditions Léo Scheer, 2022

### Récits et essais
- Autoportrait du professeur en territoire difficile, Paris, Éditions Gallimard, 2011, 120 p. (ISBN 978-2-07-013333-8)
- Les Petits Blancs : Un voyage dans la France d'en bas, Paris, Plein Jour, 2013, 163 p. (ISBN 978-2-84337-724-2)
- Les Vies enchantées : Enquête sur le bonheur, Paris, Plein Jour, 2016, 221 p. (ISBN 978-2-37067-018-2)
- Les bons profs, Plein Jour, 2019, 174 p. (ISBN 978-2-37067-044-1)
- La révolte des Gaulois - portrait d'une communauté qui n'existe pas, Editions Léo Scheer, 2020.